# Eupithecia emporias
Eupithecia emporias es una especie de insectos lepidópteros, más concretamente de polillas, perteneciente a la familia de geométridos. La especie fue descrita por Claude Herbulot, habiendo sido descrita en 1987. Se distribuye en Ecuador, donde el holotipo, un espécimen hembra adulto, fue recolectado a 26 kilómetros (16,2 mi) de la carretera de Quito a Chiriboga, a una altitud de 3200 metros (10 498,7 pies) sobre el nivel del mar.